# Педесет нијанси — Сива
Педесет нијанси — Сива (енгл. Fifty Shades of Grey) је еротски роман, први део трилогије британске списатељице Е. Л. Џејмс. Књига је први пут објављена за енглеско говорно подручје у мају 2011. године. Роман је 5. јула 2012. на српском тржишту објавила издавачка кућа „Лагуна“.

## Синопсис
Анастазија „Ана” Стил је 21-годишња студенткиња енглеске књижевности Вашингтонског државног универзитета. Када се њена цимерка и најбоља другарица Кетрин Кавана разболи, Ана је присиљена уместо ње отпутовати у Сијетл, како би за студентске новине интервјуисала младог тајкуна, 27-годишњег Кристијана Греја. Међутим, њихов састанак, не допада баш најбоље, и након тога, Ана покушава тај сусрет што пре заборавити. Ипак, једног дана се Греј појављује у продавници у којој Ана ради и позове је да изађу. Упуштају се у страсну авантуру. Иако је она без икаквог љубавног искуства, током везе ће открити које су њене стварне жеље. Али такође открива, да Греја мучи потреба за контролом. Кристијан јој нуди уговор, који му омогућава потпуну контролу над њеним животом. Ана пристаје на то и потписује тај уговор и испуњава Грејове фантазије у Црвеној соби бола.